# ヨアン・ユジェ
ヨアン・ユジェ（Yoann Huget、1987年6月2日 - ）は、フランスの元ラグビー選手。

## プロフィール
- フランス・パミエ出身。
- ポジションはウィング(WTB)、フルバック(FB)。
- 身長 190cm、体重 96kg
- フランス代表通算キャップ数は62でラグビーワールドカップ2015・ラグビーワールドカップ2019のフランス代表に選ばれた[1]。

## 略歴
トゥールーズ、SUアジャン、バイヨンヌを経て、2012年、トゥールーズに復帰。
2021年、現役を引退した。